# Ascidia stewartensis
Ascidia stewartensis är en sjöpungsart som beskrevs av C.S. Millar 1982. Ascidia stewartensis ingår i släktet Ascidia och familjen Ascidiidae. Inga underarter finns listade i Catalogue of Life.